# Código Venona
O Código Verona é um sistema de código soviético, usado desde 1927 em comunicações de alta segurança. Tratava-se de um sistema de "bloco de uma única vez". Contudo, o descuido na utilização do código permitiu que este fosse exposto pela criptanalista americana Meredith Gardner em finais de 1947.

## Fonte
- O Arquivo Mitrokhine: Christopher Andrew e Vasili Mitrokhine: Publicações Dom Quixote: Lisboa: 2000.